# Nicolas Pastoret
Nicolas Pastoret  (Aarlen, 16 september 1739 - Luxemburg (stad), 30 juni 1810) was een magistraat in de Zuidelijke Nederlanden.

## Levensloop
Pastoret was eerst advocaat in Luxemburg. Na de revolutiejaren werd hij voorzitter van de rechtbank in Luxemburg voor het Woudendepartement, vervolgens raadsheer bij het beroepshof in Metz en ten slotte voorzitter van het crimineel hof in Luxemburg. 
Op 21 september 1804 en tot aan zijn dood was hij vertegenwoordiger van zijn departement in het Keizerlijk Wetgevend Lichaam.
Pastoret werd tot empireridder gepromoveerd in 1809.